# Рёнтген, Энгельберт
Энгельберт Рёнтген (нем. Engelbert Johann Matthias Carel Röntgen; 30 сентября 1829, Девентер — 12 декабря 1897, Лейпциг) — немецкий скрипач, композитор, музыкальный педагог. Муж пианистки Паулины Кленгель (1831—1888) из музыкальной династии, давшей, в частности, Юлиуса Кленгеля; отец Юлиуса Рёнтгена, дальний родственник Вильгельма Рентгена.
В юности колебался между занятиями музыкой и живописью, но в итоге в 1848 году поступил в Лейпцигскую консерваторию в класс скрипки Фердинанда Давида. По окончании курса занял место концертмейстера вторых скрипок в Оркестре Гевандхауза, а после смерти Давида в 1873 году на пару с Генрихом Шрадиком стал концертмейстером первых скрипок. В 1857—1874 гг. преподавал в Лейпцигской консерватории, затем, после конфликта с директором Шляйницем, в частной консерватории, основанной Шрадиком.
Высокое признание современников получила работа Рёнтгена по редактированию струнных квартетов Людвига ван Бетховена. Этель Смит в своих воспоминаниях говорит о доме Рёнтгена и домашнем музицировании его семьи как о квинтэссенции германского музыкального духа.